# Ecliptopera kanshinensis
Ecliptopera kanshinensis là một loài bướm đêm trong họ Geometridae.